# نهائي كأس إيطاليا 1937
نهائي كأس إيطاليا 1937 هي المباراة النهائية من منافسة كأس إيطاليا 1936–37، أقيمت المباراة في 6 يونيو 1937، في ملعب أرتيميو فرانتشي، بين فريقي نادي جنوى، ونادي روما، وفاز فيها نادي جنوى، بعد أن هزم نادي روما، بنتيجة 1 - 0، وكان حكم المباراة Francesco Mattea ‏.

## تفاصيل المباراة
لعبت المباراة النهائية في 6 يونيو 1937.

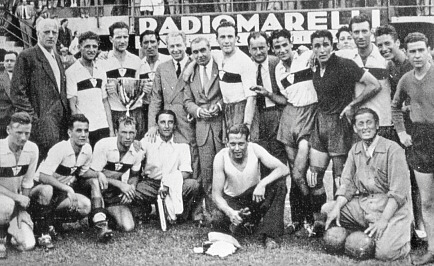
نادي جنوى الفائز بالنهائي.

| نادي جنوى              | 1 -0 | نادي روما |
| ---------------------- | ---- | --------- |
| Luigi Torti ‏ 79 دقيقة' |      |           |